# Fronteira República Democrática do Congo–Tanzânia
A fronteira entre República Democrática do Congo e a Tanzânia é a linha internacional contínua de 459 quilômetros que separa a República Democrática do Congo da Tanzânia na África Oriental. Essa fronteira está inteiramente localizada dentro do Lago Tanganica, onde também forma dois pontos de tríplice fronteira entre os dois países e Burundi ao norte, Zâmbia ao sul.

## Descrição
A fronteira começa no Lago Tanganica, em um ponto triplo com as fronteiras Tanzânia-Zâmbia e República Democrática do Congo-Zâmbia. Toma uma direção para o norte-noroeste, depois para o norte. Prossegue a 50 quilômetros ao norte-noroeste de Kigoma, na tríplice fronteira entre os dois países e o Burundi.